# Hancockia uniflora
Hancockia es un género monotípico de orquídeas de hábitos terrestres que tiene asignada una única  especie: Hancockia uniflora Rolfe. Es originaria de China, norte de Vietnam y Japón.

## Descripción
Son hierbas, con hábitos terrestre, glabras. Rizoma delgado, rastrero, las raíces no ramificadas, vellosas, con pelos radiculares, derivada principalmente de los nodos. Surgen desde la base del entrenudo terminal o subterminal, con una hoja  ovada, con un margen ondulado o crenulado. Inflorescencia terminal, con brácteas florales similares a las escamas del rizoma. Flor retorcida, que no se abre ampliamente.

## Distribución y hábitat
Se distribuye por China, Japón y Vietnam.

## Taxonomía
Hancockia uniflora fue descrita por Robert Allen Rolfe y publicado en Journal of the Linnean Society, Botany 36(249): 20. 1903
Etimología
Sinónimos
- Chrysoglossella japonica Hatus., Sci. Rep. Yokosuka City Mus. 13: 29 (1967).
- Hancockia japonica (Hatus.) Maek., Wild Orchids Japan Colour: 73 (1971).[4][1]